# Medon submaculatus
Medon submaculatus – gatunek chrząszcza z rodziny kusakowatych i podrodziny żarlinków (Paederinae).
Gatunek ten został opisany w 1889 roku przez Davida Sharpa.
Ciało długości od 3,8 do 4,5 mm. Głowa rudobrązowa, kwadratowa, mniej więcej tak szeroka jak lekko poprzeczne przedplecze. Czułki, odnóża, przedplecze i pokrywy żółtawobrązowe, te ostatnie z ciemnym znakiem. Odwłok rudobrązowy z rudoczarnymi segmentami VI i VIII. Brzuszny wyrostek edeagusa u wierzchołka rozszerzony i po lewej zrolowany do wewnątrz, a w widoku bocznym z małym dodatkowym wyrostkiem. W widoku bocznym wyrostek grzbietowy edeagusa cienki i ostry.
Chrząszcz znany z Tajwanu, Korei i Japonii.